# Wohnsiedlung Heumatt
Die Wohnsiedlung Heumatt ist eine kommunale Wohnsiedlung der Stadt Zürich in Seebach, die Anfang der 1970er Jahre erstellt wurde.

## Lage

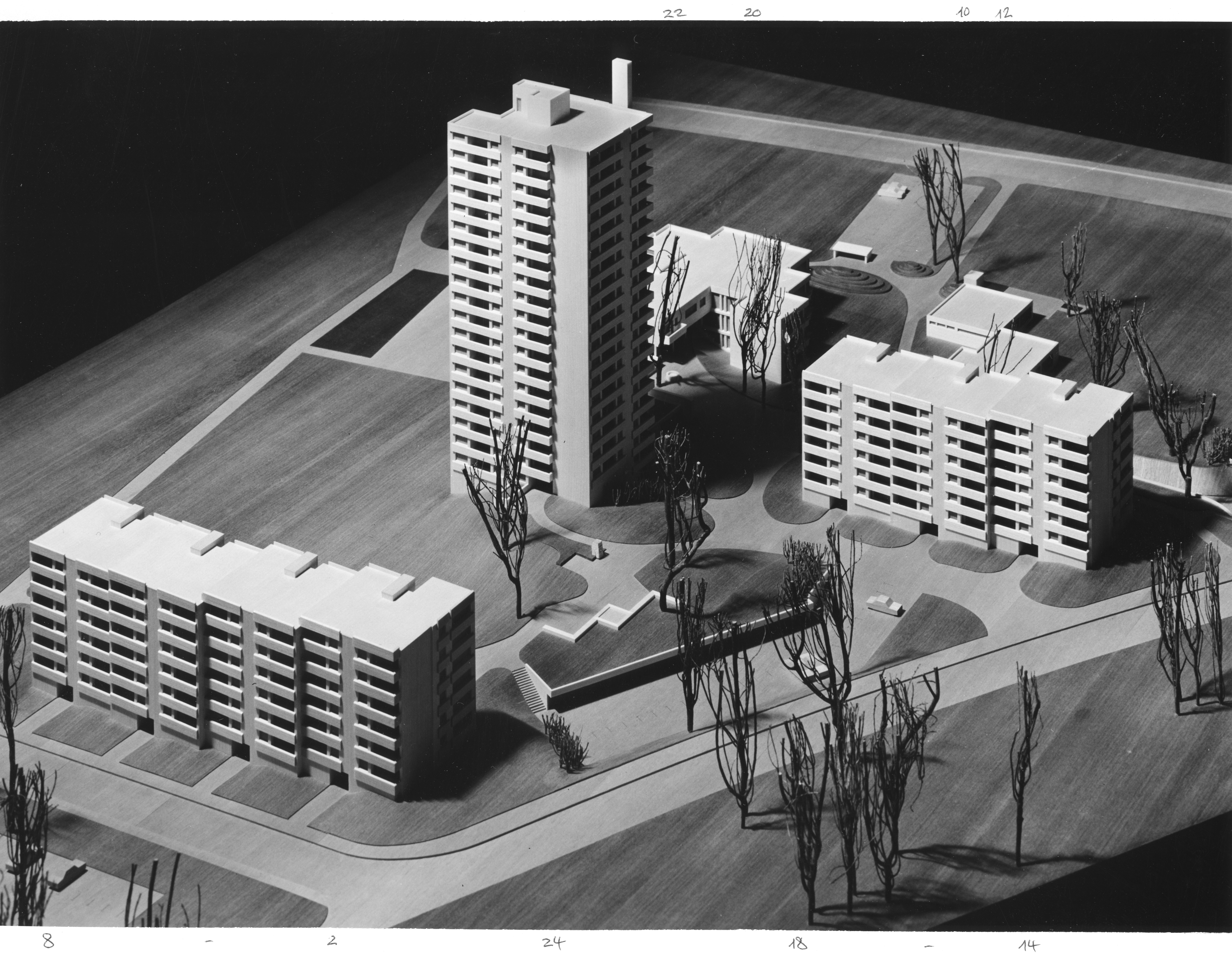
Architekturmodell der gesamten Überbauung

Die Siedlung ist Teil einer grösseren Überbauung am Stadtrand, die auch das Schulhaus Heumatt und einen Kindergarten enthalten. Sie liegt westlich des Zentrums von Seebach beim Friedhof Schwandenholz. Mit der Bushaltestelle der «Buhnstrasse» ist sie an den öffentlichen Verkehr angebunden.

## Geschichte
Die Heumatt wurde von den Architekten Robert Constam und H. Koller entworfen und in den Jahren von 1972 bis 1973 erbaut. Bei der Renovation Mitte der 2000er Jahre erhielt das Hochhaus eine Verkleidung aus bronzefarbenem Aluminium-Wellblech. Die Balkoneinschnitte wurden in leuchtendem Gelbgrün gestaltet. Der Freiraum wurde mit Kunstwerken von Pawel Althammer und Erik Steinbrecher aufgewertet.

## Architektur
Das markante 19-stöckige Hochhaus dominiert die Siedlung. Es wird ergänzt durch zwei Flachbauten mit je sechs Geschossen, die von zwei Zeilen Mehrfamilienhäusern gebildet werden. In der Heumatt sind 141 Wohnungen untergebracht, davon haben 72 Wohnungen 3½ Zimmer mit einer Fläche von 75 m².